# 야쓰카촌 (지바현)
야쓰카촌(八束村)은 지바현 아와군에 일찍이 존재했던 촌이다. 1955년 3월 31일 아쓰카촌 및 도미우라정 등 2개 정·촌이 합병, 도미우라정이 신설되고 폐지되었다.

## 역사
- 1889년 4월 1일 - 정촌제 시행에 의해 헤이군 야쓰카촌이 성립하였다.
- 1897년 4월 1일 - 헤이군이 통합에 의해 아와군이 되었다.
- 1955년 3월 31일 - 아쓰카촌 및 도미우라정이 합병, 새로운 도미우라정이 설치되고, 야쓰카촌은 폐지되었다.